# Ruschia brevicyma
Ruschia brevicyma är en isörtsväxtart som beskrevs av L. Bol. Ruschia brevicyma ingår i släktet Ruschia och familjen isörtsväxter. Inga underarter finns listade i Catalogue of Life.